# Pánev (nádobí)

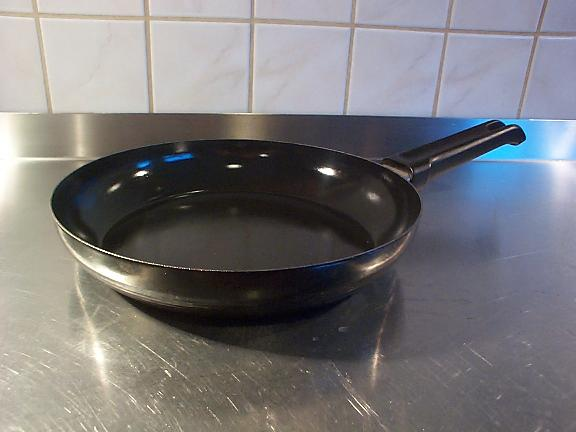
Klasická kuchyňská pánev

Pánev nebo kuchyňská pánev je specializovaná kuchyňská potřeba, která se používá pro smažení nebo i pražení různých potravin při přípravě jídla. Obvykle se jedná o nízkou plochou nádobu vyrobenou z plechu a opatřenou vhodnou rukojetí. Pro smažení se obvykle používá plechová pánev bez speciálních povrchových úprav, potraviny se v ní smaží za použití tuků. Pro pražení bez použití tuků je zpravidla nutno použít pánev opatřenou teflonovou tepluvzdornou vrstvou.
Pánve mohou být vyrobeny tenkostěnné, např. z hliníkových slitin, nebo mohou být zhotoveny jako tlustostěnné z ocelových slitin, takováto úprava pánve pak lépe drží akumulované teplo.
Kuchyňské pánve mohou a nemusí být opatřeny pokličkou, která zabraňuje nežádoucímu úniku tepla z nádoby stejně tak, jako je tomu třeba u hrnců.

## Speciální pánev

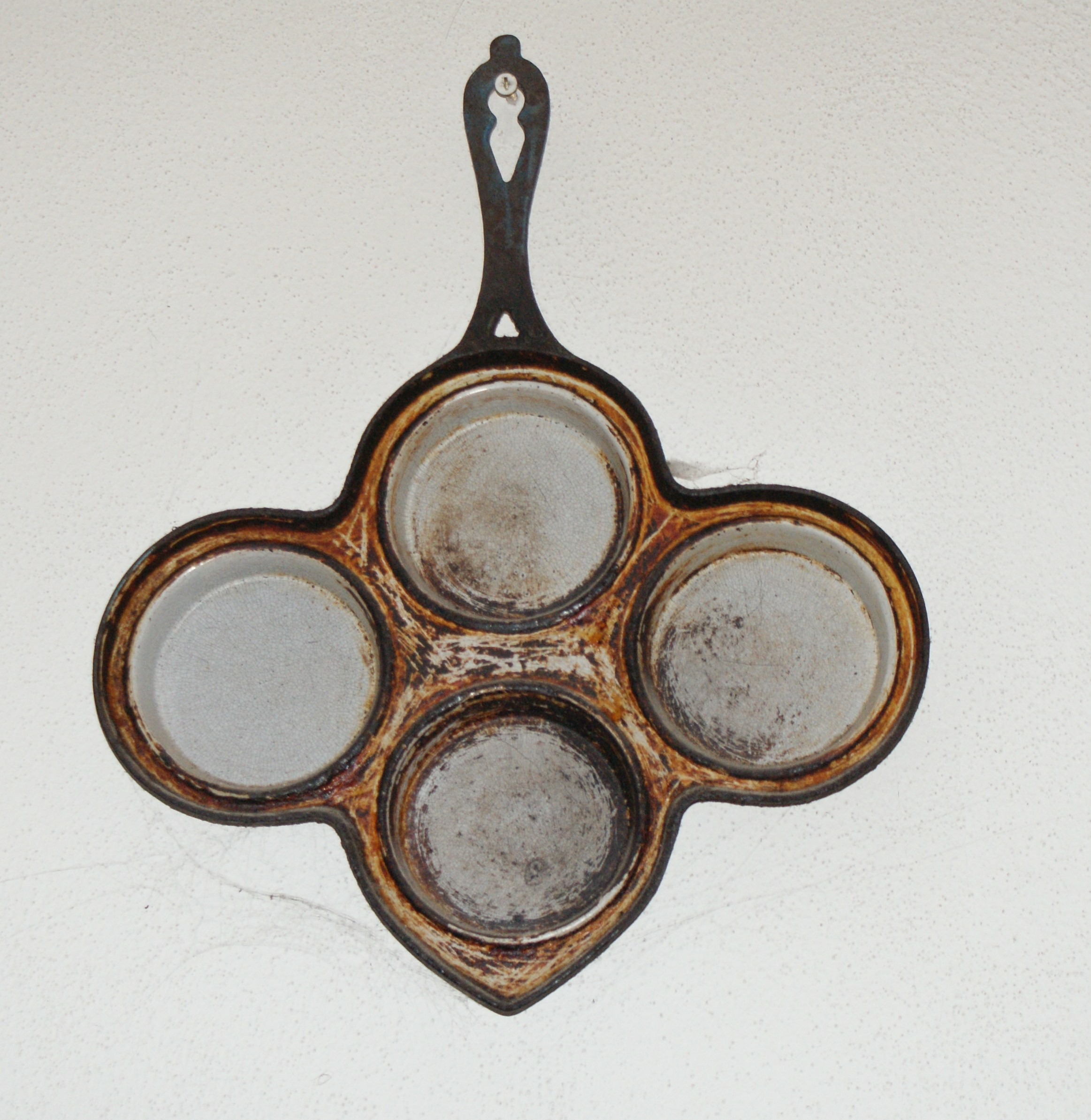
Lívanečník

Vnitřní tvar pánve může být vhodně tvarován. Speciální pánev pro přípravu lívanců se nazývá lívanečník. Ten bývá obvykle opatřen 3–4 menšímu kruhovými výřezy pro přípravu 3–4 lívanců najednou.

## Speciální použití
Pánve se také někdy používají při prospektorské činnosti za účelem hledání nebo i primitivních forem rýžování zlata.